# Gemüseerzeugnis
Gemüseerzeugnisse sind auf Gemüsebasis erzeugte Nahrungsmittel. In der Regel wird das Gemüse dazu zerkleinert, zubereitet und haltbar gemacht. Laut den Leitsätzen für Gemüseerzeugnisse des Deutschen Lebensmittelbuches gehören vor allem tiefgefrorenes Gemüse, Gemüsekonserven, Essiggemüse, pasteurisierte Gurkenkonserven mit frischer Rohware, Salzdillgurken, verarbeiteter Rotkohl und Sauerkraut dazu.
Zur Weiterverarbeitung sind bestimmte gesunde, reife und von Fäulnis oder Schädlingen freie Gemüsesorten vorgeschrieben.

## Verfahren zur Haltbarmachung
Nachdem die essbaren von den nicht essbaren Teilen getrennt wurden, wird das Gemüse gewaschen und gereinigt. Vielfach wird es vor der Haltbarmachung noch blanchiert, um ein optimales Ergebnis zu erreichen. Eine Erhaltung der wertbestimmenden Eigenschaften der Rohware wird bei der Verarbeitung angestrebt.
Üblicherweise wendet man folgende Verfahren an:
- Tiefgefrieren
- Wärmebehandlung durch Sterilisation bei über 100 °C
- Säuregärung (ggfs. mit anschließender Wärmebehandlung durch Pasteurisieren bei unter 100 °C)
- Säurezusatz und anschließende Wärmebehandlung durch Pasteurisieren bei unter 100 °C
- Konzentrieren durch Wasserentzug
- Trocknen (z. B. Gefriertrocknen)
- Zusatz von Konservierungsmitteln
- Salzen (z. B. Pökeln)
- Einlegen in Öl und Essig (ggfs. mit anschließender Wärmebehandlung durch Pasteurisieren bei unter 100 °C)

## Dauerkonserven
Dauerkonserven werden ohne den Zusatz von Konservierungsstoffen haltbar gemacht. Nach dem Zusatz von Salz sind sie durch Säuern mit Essig oder durch Milchsäuregärung und abschließende Pasteurisierung in luftdicht verschlossenen Behältnissen lange lagerfähig. Klassische Gemüsesorten, die in Dauerkonserven haltbar gemacht werden, sind Bohnen, Erbsen, Tomaten, Möhren, Gemüsemais, Grünkohl, Schwarzwurzeln, Spargel, Gemüsemischungen, Stängel- und Sprossengemüse.